# Äia da respiâ - Genova canta De André
Äia da respiâ - Genova canta De André (in italiano: Aria da respirare) è una raccolta di brani di Fabrizio De André cantati da altri artisti genovesi in un evento tenutosi al Porto Antico di Genova il 21 giugno 1999.
Tutto il lavoro è stato registrato, edito, mixato e masterizzato da Sergio Barlozzi.

## Tracce

### CD 1
1. Anime salve (Blindosbarra) - 5:15
2. Parlando del naufragio della London Valour (Max Manfredi) - 3:13
3. Maria nella bottega di un falegname (La Rosa Tatuata e Paolo Bonfanti) - 3:43
4. Khorakhané - Volta la carta (Quartetto Zelig) - 5:48
5. Il testamento di Maddalena (Malasuerte e Ferdinando Barcellona) - 4:22
6. Sidún (Avarta con Simona Barbera e Michele Ferrari di Echo Art) - 5:20
7. La canzone di Marinella (Armando Corsi) - 6:14
8. Creuza de mä (Claudia Pastorino & Bob Callero) - 4:14

### CD 2
1. Geordie - Il pescatore (Danila Satragno & Her Quartet) - 8:45
2. Amico fragile (Altera con la partecipazione straordinaria di Franz Di Cioccio) - 7:49
3. Andrea (Suonatori delle Quattro Province) - 6:10
4. Andrea (Legere) - 6:33
5. Jamín-a (delle bombe) (Claudio Lugo) - 11:20
6. Hotel Supramonte (Andrea Liberovici) - 6:20

## Formazioni

### Blindosbarra
- Vittorio Della Casa - basso
- Domenico Calabrese - tastiere e sampler
- Massimo Tarozzi - batteria e tromba
- Claudio Mariani - chitarra
- Marco "Pantera" Pietrasanta - sax e flauto

### Max Manfredi
- Max Manfredi - voce
- Filippo Gambetta - organetto diatonico
- Federico Foglia - batteria
- Stefano Rolli - ghironda
- Gian Luca Polizzi - chitarra
- Aldo Vio - sax soprano
- Federico Bagnasco - contrabbasso

### La Rosa Tatuata e Paolo Bonfanti
- Max Parodi - voce e chitarra
- Giorgio Ravera - chitarra solista
- Silvio Stagni - organo e piano
- Matteo Dorcier - basso e cori
- Massimiliano Di Fraia - batteria
- Filippo Sarti - sassofono e cori
- Paolo Bonfanti - chitarra

### Quartetto Zelig
- Francesca Repetti - flauto
- Lorenza Vaccaro - violino
- Ilaria Bellia - viola
- Mariana Carli - violoncello

### Malasuerte e Ferdinando Barcellona
- Alice Sobrero - voce e chitarra
- Bruno Bregliano - contrabbasso e basso elettrico
- Valeria Repetto - voce
- Guido Scatena - tastiere, fisarmonica e voce
- Corrado "Conch" Floriddia - sassofono e cori
- Enrico Neri - parole, musica, chitarra e voce
- Ferdinando Barcellona - voce recitante

### Avarta con Simona Barbera e Michele Ferrari di Echo Art
- Marco Fadda - percussioni
- Pino Parello - basso
- Paolo Traverso - corde
- Edmondo Romano - fiati
- Alessandro Sacco - archi
- Simona Barbera - voce
- Michele Ferrari(Echo Art) - oud-ney

### Armando Corsi
- Armando Corsi - chitarra
- Antonella Serà - voce
- Riccardo Tesi - organetto diatonico
- Mario Arcari - oboe e ance

### Claudia Pastorino & Bob Callero
- Claudia Pastorino - voce
- Bob Callero - basso
- Luca Boriello - chitarra
- Alfredo Vandresi - batteria

### Danila Satragno & Her Quartet
- Danila Satragno - voce
- Alessio Menconi - chitarra
- Aldo Zunino - contrabbasso
- Claudio Capurro - sassofono
- Alfred Kramer - batteria

### Altera con la partecipazione di Franz Di Cioccio
- Davide Giancotti - chitarre, effetti
- Stefano Bruzzone - voce, emissioni esterne
- Giacomo Grasso - basso, programmable drum machine
- Franz Di Cioccio - batteria

### Suonatori delle Quattro Province
- Franco Guglielmetti - fisarmonica
- Edoardo Lattes - basso
- Andrea Masotti - chitarra, musa
- Dado Sezzi - percussioni
- Stefano Valla - piffero, flauto e voce
- Cesare Campanini, Ivo Domenichella, Maurizio Pace - voci

### Legere
- Roberto Rasa - voce
- Claudio Cinquegrani - chitarra e voce
- Enzo Geraci - basso
- Maxx Ivaldi - batteria

### Claudio Lugo
- Claudio Lugo - sassofono

### Andrea Liberovici
- Andrea Liberovici - tastiere, campionatori e voce
- Ottavia Fusco - voce recitante